# José Mario Bacci Trespalacios
José Mario Bacci Trespalacios CIM (ur. 19 marca 1971 w Magangué) – kolumbijski duchowny katolicki, biskup Santa Marta od 2022.

## Życiorys
Święcenia kapłańskie otrzymał 17 grudnia 1995 w Zgromadzeniu Jezusa i Maryi. Pracował głównie jako wychowawca w seminariach duchownych w Ekwadorze, na Dominikanie, w Brazylii i w Hondurasie. W 2016 wybrany przełożonym kolumbijskiej prowincji zakonnej.
19 listopada 2021 papież Franciszek mianował go ordynariuszem diecezji Santa Marta. Sakry udzielił mu 25 stycznia 2022 arcybiskup Luis José Rueda Aparicio.